# American Folk Blues Festival
L’American Folk Blues Festival est un festival de blues itinérant en Europe dans les années 1960.

## Historique
À la fin des années 1950, deux Allemands passionnés de jazz, Horst Lippmann et Fritz Rau, constatent que le public européen méconnait largement le blues. Seul Big Bill Broonzy, alors récemment décédé (en 1958) est un peu connu du public, et le blues n'est reconnu que comme « source du jazz ». Ils décident de créer un festival itinérant à travers toute l'Europe occidentale.

### Premier festival (1962)
Ce premier festival tourne en RFA, en France, en Suisse, en Autriche et en Grande-Bretagne. Il passe par des salles prestigieuses comme l'Olympia à Paris ou le Titania Palast à Berlin. C’est souvent une consécration pour ces musiciens qui ne connaissaient que les "boîtes" de jazz réservées aux Noirs en Amérique.
Dans cette première tournée se produisent John Lee Hooker, Memphis Slim, Sonny Terry et Brownie Mc Ghee, Willie Dixon, Shakey Jake, Magic Sam, T-Bone Walker ainsi que la chanteuse Helen Humes.
Cette tournée est un grand succès commercial, et révèle le blues non seulement au public des amateurs de jazz, mais aussi au jeune public, alors passionné par le rock 'n' roll, qui découvre ici la source d'inspiration originelle de sa musique.
Un 45 tours enregistré par John Lee Hooker (Shake it baby) au cours de la tournée fait un tube dans toute l'Europe (plus de 100 000 exemplaires vendus en France).

### Éditions suivantes
Le festival n'a pas lieu en 1971 mais reprend en 1972 avec un succès mitigé. L'AFBF ressurgira de 1980 à 1985 avec beaucoup moins de lieux, essentiellement en Allemagne. Les problèmes financiers, la concurrence d'autres festivals créés d'après le modèle des AFBF mais sur d'autres bases (Chicago Blues Festival, American Blues Legends), termineront l'aventure des AFBF.
Par ailleurs, beaucoup de musiciens de blues sont alors assez âgés, et certains disparaîtront au fil des années, comme Sonny Boy Williamson II (décédé en 1965) ou Otis Spann (décédé en 1970).

## Programmation

### 1963
On y entend notamment : Sonny Boy Williamson II (Rice Miller), Muddy Waters, Otis Spann, Lonnie Johnson, Big Joe Williams, le guitariste Matt Murphy et la chanteuse Victoria Spivey. Memphis Slim et Willie Dixon  rempilent pour la tournée.
Ce festival est également un succès. Lippman et Rau décident alors de produire l'American Folk Blues Festival régulièrement chaque année.

### 1964
La tournée s'étend en Suède, au Danemark en Norvège et passe même le Rideau de fer pour se produire en Allemagne de l'Est.
On y retrouve Sonny Boy Williamson II, Sunnyland Slim, Hubert Sumlin, Howlin' Wolf, Lightnin' Hopkins, l'harmoniciste Hammie Nixon et son complice le chanteur et guitariste Sleepy John Estes, la chanteuse Sugar Pie DeSanto, cousine de Etta James, le batteur Clifton James, le guitariste de country-blues John Henry Barbee (qui doit interrompre la tournée pour cause de maladie, et se tue quelques jours plus tard dans un accident de voiture à Chicago).

### 1965
On retrouve Buddy Guy, J.B. Lenoir, les pianistes et chanteurs Eddie Boyd et Roosevelt Sykes, la chanteuse Big Mama Thornton, l'harmoniciste Doctor Ross, John Lee Hooker devenu une vedette en Europe, Big Walter Horton, les chanteurs et guitaristes Jimmie Lee Robinson et Fred McDowell (l'auteur de la chanson You gotta move popularisée par les Rolling Stones) et le batteur Fred Below.

### 1966
Outre Sleepy John Estes et Roosevelt Sykes, on découvre Little Brother Montgomery, Robert Pete Williams, Junior Wells, Otis Rush, Sippie Wallace et Big Joe Turner.

### 1967
Beaucoup de "Country blues" avec des artistes du delta du Mississippi comme Son House, Skip James, Bukka White. On y entendra aussi Koko Taylor, Hound Dog Taylor et Little Walter.

### 1968
Ce sera : Jimmy Reed, John Lee Hooker, T-Bone Walker, Big Joe Williams, Curtis Jones, Eddie Taylor, Big Walter "Shakey" Horton, Jerome Arnold et J. C. Lewis

### 1969
Encore une année variée avec le vétéran Whistling Alex Moore, ainsi que John Jackson, Juke Boy Bonner, Clifton Chenier, Earl Hooker, Carey Bell et Magic Sam qui décédera deux mois plus tard.

### 1970
Se sont produits pour cette édition : Bukka White, Champion Jack Dupree, Sonny Terry, Brownie Mc Ghee, Willie Dixon, Shakey Horton, Lee Jackson, Lafayette Leake, Clifton James

### 1972
Champion Jack Dupree, Robert Pete Williams, Fred McDowell, Lowell Fulson, T-Bone Walker, Big Mama Thornton

## Bilan
Ces tournées sont aujourd'hui devenues mythiques : les disques et les films tirés de ces festivals sont régulièrement réédités (en CD et DVD). Elles auront permis non seulement au public européen de découvrir le blues, mais également de sortir les musiciens de blues du ghetto noir américain. Longtemps le marché du blues a été plus important en Europe qu'aux États-Unis.

## Discographie
À l'exception de celle de 1968, toutes les tournées ont donné naissance à un album-souvenir, tous disponibles sur le label « L+R » (Lippmann et Rau). AFBF 62 / AFBF 63 / AFBF 64 / AFBF 65 / AFBF 66, et même AFBF 67 sont des classiques. Ces disques ont été réédites en CD.
En 2015, Frémeaux & Associés ont publié un triple CD de l'AFBF 1962 enregistré en public à Paris (le premier AFBF 62 est un album studio).
Il existe toutefois des albums des années 1980 à 85 (hormis 84 apparemment) toujours sur le label L+R
Une série de 4 DVD (The American folk-blues festival 1962-1966 vol 1, vol 2, vol 3 et The American folk-blues festival - The british tour 1963-1966) a également été publiée.